# 博濟耶尼鄉 (尼亞姆茨縣)
46°50′20″N 27°08′01″E / 46.8389°N 27.1336°E
博濟耶尼鄉（羅馬尼亞語：Comuna Bozieni, Neamț），是羅馬尼亞的鄉份，位於該國東北部，由尼亞姆茨縣負責管轄，面積47平方公里，海拔高度219米，2007年人口3,145，人口密度每平方公里67人。